# Magermayn
 Der er for få eller ingen kildehenvisninger i denne artikel, hvilket er et problem. Du kan hjælpe ved at angive troværdige kilder til de påstande, som fremføres i artiklen.

MagerMayn er et rapprojekt bestående af den aarhusianske rapper Rune Friis Boisen.
I nyere tid har han været involveret i den danske rapscene hvor han i øjeblikket er signet under pladeselskabet Run For Cover Records. 
Hans første udgivelse hedder ”Fisse, stoffer og skruetrækker” og blev udgivet af UnderCover Records i 2007.
Han har udgivet en række remixes, singler og har bl.a. arbejdet sammen med Boom Clap Bachelors.